# Стокгольмська кривава баня
59°19′30″ пн. ш. 18°04′15″ сх. д. / 59.325° пн. ш. 18.070833333333° сх. д.
«Стокгольмська кривава баня» (швед. Stockholms blodbad, дан. Det Stockholmske Blodbad) — масова страта данцями переважно шведської шляхти, що відбулася 8 листопада — 10 листопада 1520 року в місті Стокгольм за наказом данського короля Крістіана II. Тільки в один день (8 листопада) близько 80–90 осіб були страчені (в основному з дворянства і духовенства прихильники шведської партії Стуре) незважаючи на офіційну обіцянку короля Крістіана II амністувати згідно угоди його коронації на шведський трон. Але на наступний день по коронації, гості запрошені на свято коронації були вбиті. Ця політична інтрига з показовим судовим процесом, використання церкви для штучного узаконення репресії суперечила канонічному праву.

## Історія

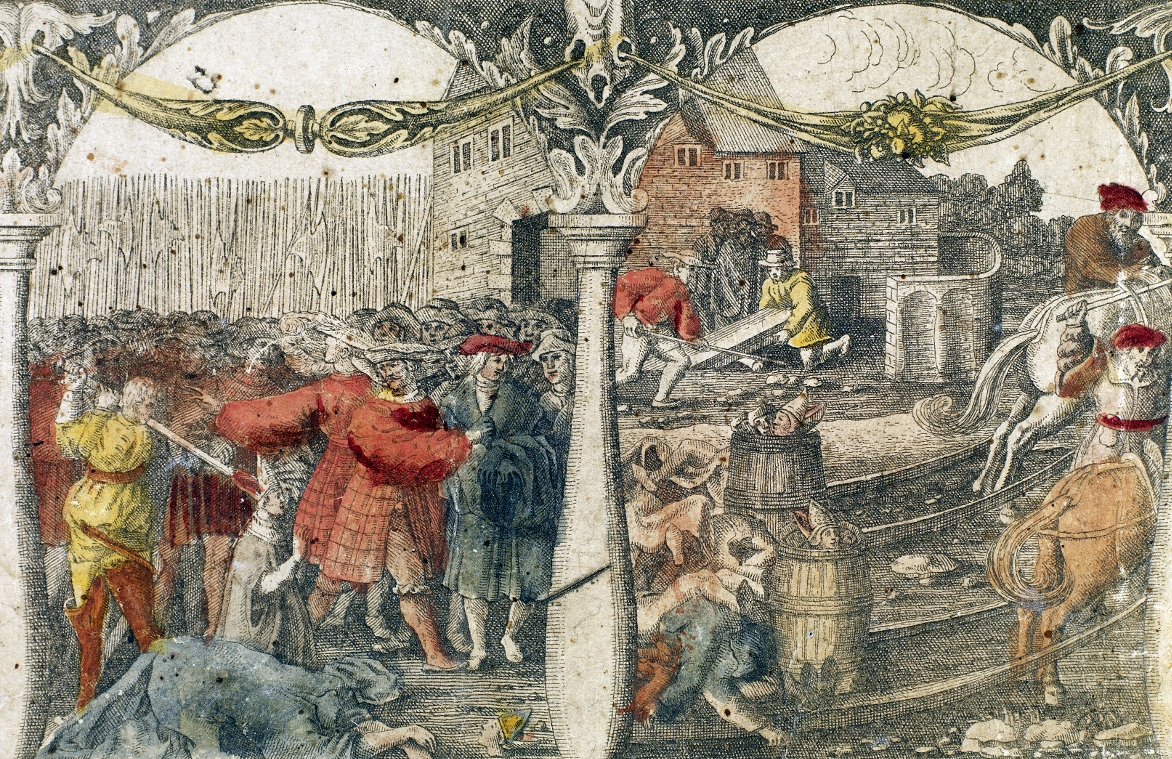
«Стокгольмська кривава баня», Антверпен, 1524 р.

- Король Крістіан II вжив заходів, щоб ізолювати Швецію політично. Вчинив інтервенцію, щоб допомогти архієпископу Густавові Ерікссону Троллє, який перебував в облозі у власній фортеці. Але король Крістіан II зазнав поразки від Стена Стуре і його солдатів-селян, і змушений був повернутися до Данії.
- Другій спробі підвести Швецію під власний контроль у 1518 р. була протиставлена перемога Стуре.
- Третя спроба на початку 1520 р. з армією (близько 7000 осіб) французьких, німецьких й шотландських найманців виявилася успішною для окупанта Швеції данського короля Крістіана II, котрий прагнув відновити Кальмарську унію. І на кризі озера Осунд розгромив нечисленну шведську армію. Стуре був смертельно поранений у битві 19 січня. Війська смертельно пораненого під час битви регента Стена Стуре відступили до Стокгольму. Данська армія не мавши шведської протидії наблизилася до м. Уппсали, де члени шведського парламенту Риксдаг зібралися. Була запропонована Конвенція Риксдагом, з чим погодився король і данська Таємна рада 31 березня. Вдова Стуре пані Крістіна (швед. Kristina Nilsdotter - Gyllenstierna), керувала обороною м. Стокгольм, і вона знову чинить опір в Стокгольмі за підтримки селян центральної Швеції, котрі перемогли данців 19 березня. Зрештою, її сили були розбиті в битві біля Уппсали 6 квітня[2].

Навесні Крістіанові II за підтримки очоленого Ріксроду архієпископом Густавом Ерікссоном Троллє вдалося домогтися проголошення себе шведським королем. У травні данські найманці з моря і суші обложили Стокгольм, але вони були атаковані шведами. Військовий конфлікт затягнувся на чотири місяці. Мешканці Стокгольму мали великий запас продовольства для доброго життя. Але данські запаси скорочувалися, що мало стати причиною загибелі данської армії, що планували тримати облогу до початку зими 1520 р. 5 вересня нападник (данський король) надіслав листа шведським оборонцям. Відбулися переговори парламентерів щодо відступу данців. І король зміг вступити в шведську столицю лише після того, як підписав запропоновані йому умови: прихильники Стена Стуре припинили чинити опір в обмін на повну амністію, підтвердження особистих і ленних володінь родини покійного Стена Стуре, та повне підпорядкування короля рішенням Ріксроду. Під час зустрічі, данський король пообіцяв, що всі дії проти нього будуть забуті, і навіть він дасть прощення декільком особам (включаючи Густава I Вазу, який у Данії був заручником). Коли це було написано в документі, то мер міста Стокгольм вийшов з ключами від міста. Незабаром король відплив назад у Данію, плануючи повернутися до жовтня 1520 р. відповідно зробленої угоди для коронації.

## Масове вбивство
4 листопада шляхта, служителі церкви, заможні бюргери і бонди зібралися в Стокгольмі на коронацію, після якої відбулися триденні урочистості. Церемонія над данським королем Крістіаном II була здійснена Густавом Ерікссоном Троллем, і данський король дав звичайну клятву правити шведським королівством через етнічних шведів. До їх закінчення, 7 листопада Густав Ерікссон Троллє подав королеві прохання, в якому він зажадав відшкодування йому завданих збитків і назвав імена осіб, котрі повинні були бути покарані як єретики.
У сутінках 8 листопада, данські солдати з ліхтарями і факелами, увійшли у великий зал шведського королівського палацу і забрали декілька знатних гостей, і багато інших гостей було ув'язнено за ґрати. Всі ці люди раніше були переслідувані за списком проданського архієпископа Троллє у Швеції. Ворота палацу несподівано були замкнені. Гостей відтіснили у зал престолу, де маловідомий канонік з Уппсали заявив публічно скаргу з приводу кривди, завданої Густавові Ерікссону Троллє покійним Стеном Стуре. У тому залі церковники, віддані прихильники Густава Ерікссона Тролля удавали церковний суд з проголошенням дії колишнього регента і його прихильників як «єретичні». Головним пунктом обвинувачення було їх об'єднання, що мало на меті позбавлення посади кілька років тому проданського архієпископа Троллє у Швеції. Однак чимало з обвинувачених були також провідними особами шведської партії Стена Стуре, а отже потенційні супротивники данського короля.

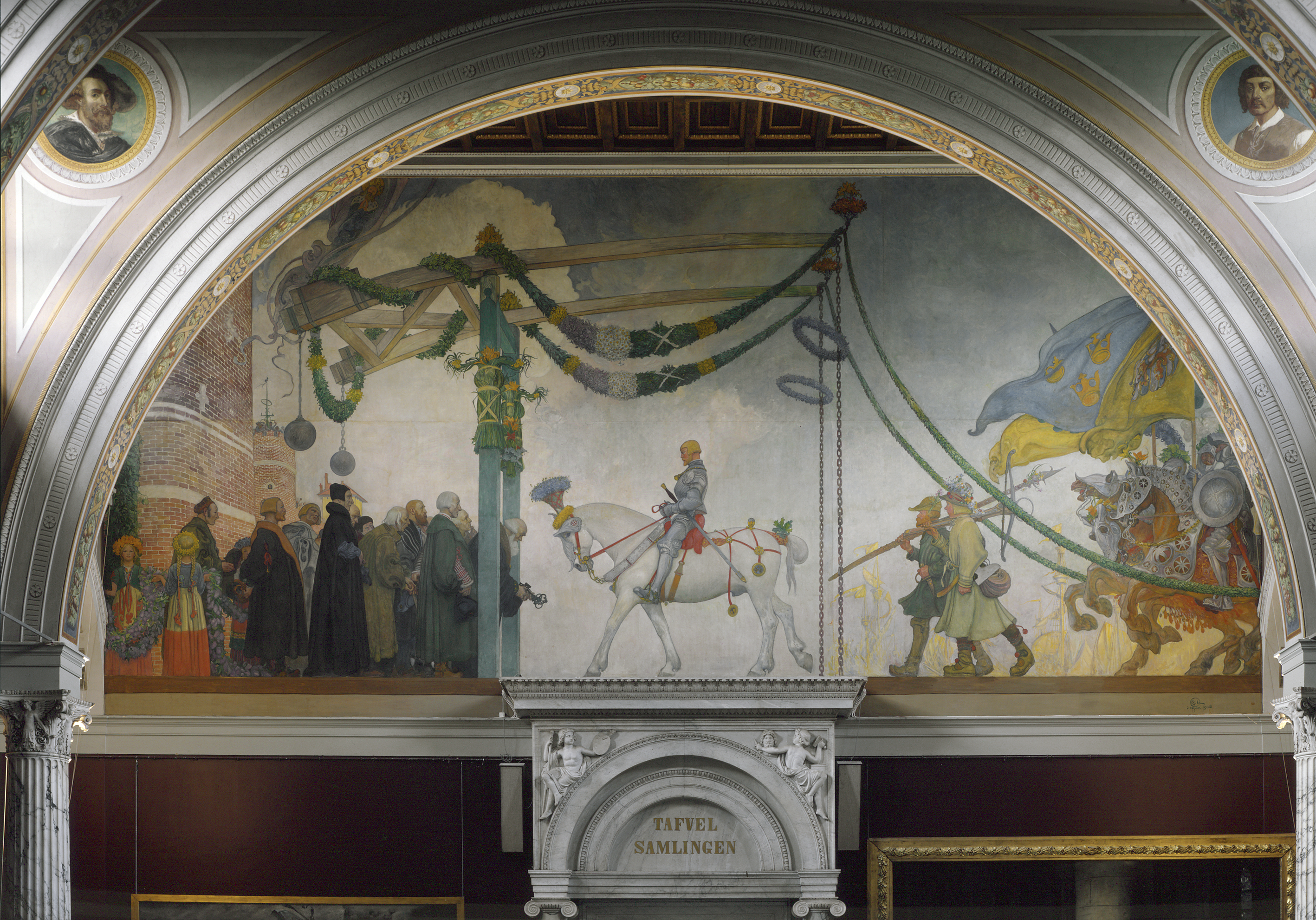
Густав I Ваза в'їжджає у 1523 р. до м. Стокгольм (зображення Карла Ларссона 1908 р.)

Страти цих засуджених відбувалися 8 листопада, 9 листопада й 10 листопада (почалися — опівдні 8 листопада). У перший день процесу страти на площі Стурторгет були обезголовлені єпископи Скари і Стренгнесу (Маттіас і Вінсент). На наступний — обезголовлені одні й повішені інші, це ще близько ста осіб, головним чином міщани Стокгольму, котрі зберігали вірність родині Стуре. Серед страчених були сім членів Ріксроду — в тому числі батько Густава I Вази Ерік Васа, його свояк Іоаким Браге і Ерік Абрахамссон Лейонхувуд, — а також священнослужителі, шведська шляхта, стокгольмські бургомістри, чотирнадцять радників і близько п'ятдесяти заможних бюргерів (не менше 82 осіб еліти шведської нації) — згідно спогадів лише одного німецького офіцера, головного ката Йоргена Гомута (швед. Jörgen Homuth). Труп Стена Стуре був викопаний з могили разом з трупом його маленької дитини і разом з тілами інших страчених спалений на острові Седермальм (на цвинтарі — швед. Katarina kyrkogård). Вдова Стуре і багато інших шляхетних шведських дам були відправлені в полон у Данію.

## Наслідки
Густав I Ваза мав сина Еріка Йоханссона Вазу, який став однією з жертв різанини. Густав I Ваза, дізнавшись про різанину, вирушив був у провінцію Даларна, щоб одержати підтримку для нового повстання. Населення стало на його бік дізнавшись про масакру.
Наміром організаторів страти була політична маніпуляція: налякати анти-юніоністську партію, але це стало контрпродуктивним. Акт, що був покликаний зміцнити позиції юніоністської партії виявився каталізатором, який постійно відокремлював Швецію від Данії.
Результатом «Стокгольмської різанини» стало повстання, яке очолив майбутній король Густав I Ваза, що призвело до звільнення Швеції від данського панування.

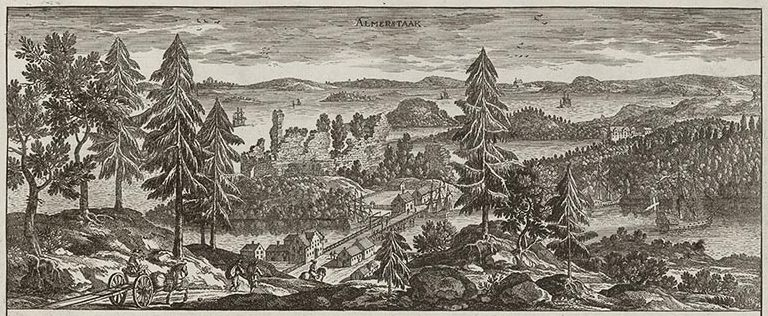
Руїни передмістя близько 1700 року (зображення — «Suecia Antiqua et Hodierna»)

Крістіан II виправдовував різанину в Стокгольмі у відозві до шведського народу, як необхідні заходи з метою уникнення Інтердикту Папи Римського Лева X, але коли він вибачився перед Папою Римським за страту єпископів, то він звинуватив свої війська у виконанні несанкціонованих дій помсти. Данський король мусив письмово виправдовуватися перед Папою Римським Левом X. Він зазначав, що шведська партія Стуре планувала підпалити шведський замок у Швеції, тому він перетнув кордон і атакував законного шведського володаря Стена Стуре, а єпископів Матіаса та Вінсента вбив у Швеції за прихильність до Стена Стуре.
- Данський король Крістіан II отримав прізвисько «Крістіан II Тиран Швеції», що збережено за ним й досі. Крістіан II був популярним монархом серед деяких селян обох країн, сучасників його життя. Хоча були селяни прибічники Стена Стуре та Густава I Вази. На думку не сучасника тих подій шведського історика і професора Гуннара Річардсона (англ. Gunnar Richardson) представлено в шведських підручниках «міф» про Крістіана Тирана Швеції, наприклад у Альфа Генріксона (швед. Alf Henrikson). Річардсон цинічно стверджував: «Чому цей міф став настільки поширеним і улюбленим у Швеції? А відповідь проста: він виконує ідеологічну та дидактичну функції в історії освіти школи й в патріотичній освіті вчителів шкіл. Ви навряд чи знайдете будь-що інше, щоб показати присутність націоналізму та етнічно орієнтованої історичної писемності». В інтерв'ю з Річардсоном у 1979 році данський історик Мікаель Венге (англ. Mikael Venge) автор статті про Крістіана II в Данському біографічному словнику (дан. Dansk Biografisk Leksikon — DBL) сказав: «Я думаю, що ви повинні протестувати в наступний раз на Шведському радіо стверджуючи абсолютно необґрунтовано, що зрозуміло — данці мали би схвалити масове кровопролиття шведів у Стокгольмі». Навіть нині, туристичні гіди в Стокгольмі йдучи до району Старого міста (Гамла Стану швед. Gamla stan) повідомляють про спроби «реабілітації» Крістіана II Тирана Швеції[11].

- Ця «Стокгольмська кривава баня» викликала тривалу ворожість по відношенню до данців у Швеції, отже з тих пір дві країни (Данія та Швеція) були в майже безперервній ворожості одна до одної (кожна з двох мала за мету завоювання та помсту), маючи у кожного своє аргументування справедливої війни. Їх військові дії розвивалися з боротьбою за гегемонію в Скандинавії та Північній німецькій області, що тривало майже три сотні років. Шведська історична пам'ять про «Стокгольмську різанину» допомагала шведам вважати себе скривдженими і потерпілою стороною, навіть маючи політичне і військове лідерство у Європі, таке як завоювання Сконе, Договір Роскілле у 1658 р. тощо[12].

- Ця подія зображена у 1901 р. у романі «Падіння Короля» (дан. Kongens Fald) Нобелівського лауреата Йоганнеса Вільгельма Єнсена. «Стокгольмська кривава баня» займає більшу частину тексту в 1948 р. в історичному романі «Авантюрист» (фін. Mikael Karvajalka) фінського письменника Міка Валтарі. Ті події описані очевидцем. Чимала кількість посилань на ті події з'явиться і в «Книзі Фредді» (1980 р.), у американського письменника Джона Гарднера.

## Відповідальність
Незважаючи на давність судового процесу і подій страти можна зробити реконструкцію для сучасного аналізу вченими. Вони виявили явні порушення тогочасного закону. Страта була запланована заздалегідь, хоча деякі схильні вважати — це імпровізація. Історики покладають відповідальність за «Стокгольмську різанину» на данського короля, інтригу його радників (швед. Didrik Slagheck, Jens Andersen Beldenak).
- Данський історик пан Карл Фердінанд Аллен вважає, що різанина була запланована заздалегідь Крістіаном II.
- Данський професор історії пан Каспар Палудан-Мюллер висунув ідею, що Крістіан II скористався можливістю, викликаною його радниками.
- Шведський професор історії пан Оскар Годфрі Хенрік Карлссон поклав відповідальність на данського короля Крістіана II.
- Сучасний професор історії пан Лауріц Ульрік Абсалон Вейбулла поклав головну відповідальність на Густава Ерікссона Тролля.
- Професор пан Нільс Габріель Ахнлунд звинуватив Крістіана II і його радників.
- Професор пан Курт Хуго Йоханнес Вейбулла (і його брат Лауріц) ствердив — основна відповідальність на Густаві Ерікссоні Троллі.
- Професор пан Ларс-Улоф Ларссон наполягає на відповідальності короля Данії, а шведський Густав Ерікссон Троллє лише надав хабаря данському королеві для інтервенції у Швецію з метою позбутися від шведської партії Стена Стуре руками данців[13].
- Те ж саме твердження як у професора Ларс-Улоф Ларссона, є у пана професора Ларса Еріксона Волке[14].
- Професор пан Дік Вальтер Харрісон покладає основну відповідальність на Крістіана II[15].